# Vladimir Fëdorovič Tendrjakov
Vladimir Fëdorovič Tendrjakov (in russo Владимир Фёдорович Тендряков?; Makarovskaja, 5 dicembre 1923 – Mosca, 3 agosto 1984) è stato uno scrittore sovietico.
Reduce dal fronte di Stalingrado, si è affermato alcuni anni dopo come uno degli scrittori più efficaci delle ultime generazioni con romanzi e racconti che denunciano drammatici conflitti alla cui origine è soprattutto l'urto fra l'antico mondo contadino e quello della burocrazia.

## Opere principali
- L'estraneo, del 1954.
- La strada del 1956.
- Tre sette asso, del 1960.
- Il tribunale, del 1961.
- Straordinario, del 1961.